# Deluge
Deluge — кроссплатформенный BitTorrent-клиент, написанный на Python. Имеет несколько интерфейсов: графический GTK+, веб-интерфейс (в браузере) и интерфейс командной строки. Использует библиотеку libtorrent (без неё может работать только в режиме тонкого клиента).
Deluge в настоящее время доступен для POSIX-совместимых операционных систем и нативно исполняется в окружениях GTK, таких, как GNOME и Xfce. Клиент для macOS доступен с версии 0.5.4.1, а с версии 0.5.5.95 (13 марта 2009 года) существует порт под Windows. Последняя доступная версия установочного пакета для macOS на официальном сайте 1.3.15.
Выпускается под лицензией GNU General Public License 3 версии, является свободным и открытым программным обеспечением.

## Описание
Команда разработчиков Deluge стремится создать как можно более безопасный, лёгкий и в то же время функциональный BitTorrent-клиент. Для достижения этой цели были написаны функциональные плагины сторонними разработчиками.
Начиная с версии 1.0, в Deluge ядро отделено от интерфейса и работает независимо от него, как демон (на Linux-based ОС) или как сервис (на Windows системах), что позволяет удалённо управлять программой через интернет.
В версии 1.1.0 добавлена поддержка magnet-ссылок.